# Bresilioidea
Super-famille
Les Bresilioidea sont une super-famille de crevettes comportant cinq familles.

## Liste des familles
Selon World Register of Marine Species (29 mars 2015), sur la base de De Grave & al., 2009 :
- famille Agostocarididae C.W.J. Hart & Manning, 1986 -- 1 genre
- famille Alvinocarididae Christoffersen, 1986 -- 9 genres
- famille Bresiliidae Calman, 1896 -- 2 genres
- famille Disciadidae Rathbun, 1902 -- 4 genres
- famille Pseudochelidae De Grave & Moosa, 2004 -- 1 genre
- Bresilioidea incertae sedis